# THAICOM-5
THAICOM-5 – aktywny tajlandzki geostacjonarny satelita telekomunikacyjny, pracujący na pozycji orbitalnej 78,5°E, świadczący głównie usługi Direct To Home. Wyniesiony razem z satelitą Satmex 6. Planowany czas działania statku wynosi 12 lat.
Umowa na wyniesienie satelity przez Arianespace została podpisana 6 września 2005 podczas World Satellite Business Week, przez dyrektora wykonawczego Shin Satellite, Dumronga Kasemseta, i dyrektora wykonawczego Arianespace, Jeana-Yvesa Le Galla, w obecności francuskiego ministra handlu zagranicznego, Christine Lagarde.

## Usterka
Satelita doświadczył 20 kwietnia 2011 roku usterki, która przerwała ciągłość dostarczanych przez niego usług. Zdarzenie zostało potwierdzone przez operatora statku następnego dnia. Prezes THAICOM, Arak Cholatanont, przekazał, że spowodowane było to wyładowaniem elektrostatycznym, i że problem został wyeliminowany po 3 godzinach. Zdementował też informacje o utracie kontroli nad statkiem i opuszczeniu wyznaczonej pozycji na orbicie geostacjonarnej.

## Budowa i działanie
Satelita został zamówiony w Alcatel Alenia Space jako THAICOM-4, ale w trakcie budowy odsprzedano go operatorowi Agrani (Agrani 2). Po tym jak Agrani zrezygnowało z zakupu, THAICOM zamówił go ponownie w czerwcu 2005, już jako THAICOM-5. Kontrakt obejmował budowę satelity, infrastruktury naziemnej, start i fazę odbioru. 
Statek pozostawał własnością rządową - przekazany ministerstwu informatyzacji, łączności  i technologii 12 lipca 2006.
Stabilizowany trójosiowo. Energii dostarczały dwa panele ogniw słonecznych o mocy 5,3 kW.
Przenosił 25 transpondery pasma C (wiązka globalna obejmuje Europę, Afrykę, Azję i Australię; wiązka regionalna obejmuje Azję Południową, od Kazachstanu i Iranu, po Tajwan i Malezję) i 14 pasma Ku (obejmujących Indochiński i okolice).